# Протасюк, Аркадиуш
Аркадиуш Протасюк (пол. Arkadiusz Protasiuk, 13 ноября 1974, Седльце — 10 апреля 2010, Смоленск) — польский военный и гражданский пилот первого класса, капитан (посмертно — майор) 36-го спецполка ВВС Польши. Был командиром экипажа Ту-154М, который потерпел катастрофу под Смоленском 10 апреля 2010 года.

## Биография

### Образование и личная жизнь
Родился 13 ноября 1974 года в Седльце. Родители — Владислав и Люцина Протасюки, проживали в Олькуше под Краковом, в 2010 году переехали в Зомбковице. В детстве переехал с семьёй из Зомбковице в Олькуш, где сотрудничал с Добровольной службой спасения на воде (WOPR). Был женат (супруга Магдалена), воспитывал дочь Марию и сына Миколая. Свободно владел английским и русским языками, увлекался игрой в футбол.
Аркадиуш окончил среднюю школу № 7 города Олькуш: во время учёбы в школе он отличался хорошими познаниями в естественных науках и выражал своё желание стать лётчиком. После школы он поступил в Демблинское авиационное училище имени Ф. Жвирки и С. Вигуры, которое окончил в 1993 году, а по его окончании поступил в Демблинскую высшую офицерскую лётную школу ВВС Польши, которую окончил с отличием в 1997 году. 28 июня 1997 года Протасюк был произведён в подпоручики Воздушных сил Польши, с того же года начал нести службу в 36-м Специальном транспортном авиационном полку Воздушных сил Польши. Протасюк также окончил факультет политологии и международных отношений Варшавского университета в 1999 году (программа магистратуры) и Военно-техническую академию по специальности «европейская интеграция и национальная безопасность» в 2003 году.

### Допуски и лицензии
Протасюк обучался полётам на самолётах PZL TS-11 Iskra и Як-40, к полётам на Як-40 был допущен как КВС с 14 ноября 2006 днём и с 9 мая 2007 ночью. Переучивание на Ту-154М проходил в своей воинской части. 25 января 2002 года был допущен к полётам на Ту-154М как штурман, 16 июля — как второй пилот. 15 июля 2008 года был допущен к полётам на Ту-154М в качестве КВС в дневных условиях (приказ от 11 июля), 8 сентября того же года — в ночных (в тот же день получил право выполнять особо важные полёты). 1 января 2009 года получил военную лицензию пилота самолётов первой категории (транспортные самолёты Ту-154М и Як-40). Имел разрешения к полётам на Ту-154М также как лётчик-испытатель III класса (с 10 декабря 2008). Авиационных происшествий в прошлом Протасюк не имел.
С 14 января по 20 апреля 2005 года Протасюк прошёл теоретические курсы при авиакомпании LOT в сертифицированном учебном центре в рамках своей подготовки к получению лицензии ATPL(A) и права на осуществление международных рейсов. 21 октября 2008 года он получил лицензию профессионального коммерческого пилота CPL(A), выданную Управлением гражданской авиации Польши. Также у него был допуск к гражданским перевозкам 1-го и 2-го классов. В 2009 году прошёл специальную подготовку к процедурам точного и неточного захода на посадку, пилотируя самолёт типа Embraer 175: подготовка была организована цюрихской компанией Swiss AviationTraining Ltd. и связана с инициативами Республики Польша по закупке самолётов для перевозки VIP-персон, которые в итоге так и не были реализованы. Незадолго до своего последнего полёта Протасюк также прошёл курсы оказания медицинской помощи, проведённые отделением WOPR в Олькуше.

### Опыт полётов
По данным Комиссии по расследованию авиационных происшествий государственной авиации Республики Польша, за свою карьеру Протасюк имел 3531 ч 38 мин налёта, в том числе 2906 ч 55 мин на Ту-154М (492 ч 21 мин как КВС, 1794 ч 08 мин как второй пилот и 620 ч 26 мин как штурман), 433 ч 56 мин на Як-40 и 190 ч 47 мин на PZL TS-11 Iskra. По данным Министерства обороны Польши, имел 3521 ч налёта, из которых 2937 ч — на Ту-154М (не менее 445 ч как КВС). С 2008 по 2010 годы совершил всего 27 рейсов в Россию и на Украину. Согласно данным МАК, на 1 января 2010 года у него было более 3400 часов налёта, в том числе 72 ч на Як-40 в качестве КВС, 656 ч на Ту-154М в качестве штурмана, 1663 ч на Ту-154М в качестве второго пилота и 530 ч на Ту-154М в качестве КВС.
12 августа 2008 года Аркадиуш Протасюк был включён в качестве второго пилота в состав экипажа Ту-154М, на котором Президент Польши Лех Качиньский летел в Грузию с официальным визитом в разгар войны в Грузии, чтобы выразить публичную поддержку Михаилу Саакашвили. Однако по соображениям безопасности экипаж решил садиться не в Тбилиси, а в азербайджанском городе Гянджа, что вызвало недовольство Качиньского, пригрозившего разобраться с экипажем «на самом высоком уровне». В начале 2010 года Протасюк также участвовал в оказании гуманитарной помощи пострадавшим в результате землетрясения на Гаити: в составе его экипажа в операции участвовали также Роберт Гживна и Артур Зентек. Из Гаити экипаж Протасюка вернулся 24 января 2010 года, произведя посадку самолёта Ту-154 (борт 101) с повреждёнными системами управления в варшавском аэропорту имени Фридерика Шопена. 4 февраля 2010 года Протасюк вместе с остальными военнослужащими 36-го Специального транспортного авиационного полка за участие в гуманитарной операции был отмечен благодарностью командующего Воздушными силами Польши генерала брони Анджея Бласика.

### Последний полёт
7 апреля 2010 года капитан Аркадиуш Протасюк в качестве второго пилота вошёл в экипаж под командованием подполковника Бартоша Строиньского (пол. Bartosz Stroiński), который доставил премьер-министра Польши Дональда Туска в Смоленск: Туск собирался принять участие в памятных мероприятиях по случаю 70-летия Катынской трагедии. Через три дня из Варшавы в Смоленск должен был вылететь Ту-154М и доставить на памятные мероприятия крупную польскую делегацию во главе с президентом Лехом Качиньским. Изначально командиром этого рейса должен был стать именно Бартош Строиньский, однако позже было принято решение назначить командиром Аркадиуша Протасюка: Протасюк, который 7 апреля входил в экипаж Строиньского, не только хорошо владел русским языком, но и досконально знал аэродром, где должен был посадить самолёт президента.
10 апреля 2010 года, в 9:27 по московскому времени рейс 101 Воздушных сил Польши с 8 членами экипажа и 88 пассажирами на борту вылетел из Варшавы. Однако в 10:41 при попытке произвести посадку на аэродроме Смоленск-Северный в условиях густого тумана самолёт врезался в землю. Все находившиеся на борту 96 человек (88 пассажиров и 8 членов экипажа) погибли. Комиссия по расследованию авиационных происшествий государственной авиации провела расследование и установило, что все допуски и квалификация капитана Протасюка по состоянию на день рейса — ILS, NDB, VOR DME, PAR и RSL — были де-юре не действительными, так как 10 декабря 2008 года им был выполнен с нарушениями контроль техники пилотирования. Это не позволяло ему де-юре осуществлять обязанности командира воздушного судна на самолётах типа Ту-154М или Як-40. По данным следствия, незадолго до крушения Протасюк и его экипаж пытались выдворить из кабины посторонних.

### Память
13 апреля 2010 года указом министра обороны Польши Богдана Клиха капитан Аркадиуш Протасюк был посмертно произведён в майоры Воздушных сил Польши.
24 апреля 2010 года состоялись его похороны с воинскими почестями на коммунальном кладбище в гмине Гродзиск-Мазовецкий, в местечке Щенсне. На похоронах присутствовали генерал брони ВВС Польши Лех Маевский и представители начальника Генерального штаба Войска Польского. Рота почётного караула Войска Польского отдала воинские почести, салютовав из оружия, а над кладбищем пролетели три самолёта из пилотажной группы «Орлик».
9 сентября 2011 года в Олькуше был открыт памятник двум лётчикам, связанным с этим местечком и погибшим в авиакатастрофах — полковнику Здзиславу Цесьлику (пол. Zdzisław Cieślik) и майору Аркадиушу Протасюку.

## Награды
- Рыцарский крест Ордена Возрождения Польши (2010, посмертно)[40]
- Бронзовый Крест Заслуги (2007) — за заслуги в деятельности Добровольной службы спасения на воде[41]
- Бронзовая медаль «За заслуги при защите страны» (2005)[4][14]

### На русском
- Окончательный отчёт Межгосударственного авиационного комитета по расследованию авиационного происшествия 10.04.2010 (Ту-154М). Межгосударственный авиационный комитет (10 января 2011). Дата обращения: 10 августа 2020.
- Окончательный отчёт по расследованию авиационного происшествия №: 192/2010/11. Комиссия по расследованию авиационных происшествий государственной авиации (1 июля 2011). Дата обращения: 7 августа 2011. Архивировано 2 декабря 2011 года.

### На польском
- E. Kotnis-Górka. To był jego ostatni lot w chmurach (пол.). Przegląd Olkuski (13 апреля 2010). Дата обращения: 9 октября 2013.
- Dariusz Nowak. Dąbrowskie początki lotniczej kariery (пол.). Dąbrowa Górnicza (16 апреля 2010). Дата обращения: 17 июля 2010. Архивировано 3 мая 2013 года.
- Ł. Orłowski. Nie było pilota, który znałby lepiej Smoleńsk (пол.). TVN 24[пол.] (16 апреля 2010). Дата обращения: 20 июля 2010. Архивировано из оригинала 19 апреля 2010 года.